# Die Brücke
Die Brücke (slovensko Most) je nemška umetniška skupina, ki je bila ustanovljena leta 1905 v Dresdnu. 
Most se je označeval kot gibanje, za katerega je bilo značilno izrazito skupno delovanje in povezovanje umetnosti ter vsakdanjega življenja. Program skupine je sestavil Ernst Kirchner (1880-1938), iz njega pa je razvidno, da skupini ni šlo toliko za estetsko, temveč bolj za eksistencialno idejo, za javni poziv k novemu obravnavanju umetnosti. Zanimivo je, da ni veljal le ustvarjalcem, temveč tudi občinstvu, ki je bilo prek posebnih društev vključeno v proces prenove.
Ime »most« verjetno izvira iz prologa Nietschejevega dela Tako je govoril Zaratustra, v katerem je človek opisan kot most »med zverjo in nadčlovekom«, je označevalo tudi njihovo željo po povezovanju, po združitvi posameznih avantgard, ki so v tistih letih delovale v srednjeevropskih deželah pod skupno oznako ekspresionizma.